# Anatol Kulaszou
Anatol Niławicz Kulaszou (biał. Анатоль Нілавіч Куляшоў, ros. Анатолий Нилович Кулешов, Anatolij Niłowicz Kuleszow, ur. 25 lipca 1959 w Ali Bajramły, Azerbejdżańska SRR) – białoruski milicjant i urzędnik państwowy, w latach 2009–2012 minister spraw wewnętrznych.

## Życiorys
Jest absolwentem Wyższej Szkoły MSW ZSRR w Mińsku (1986) oraz Akademii MSW ZSRR (1992).
W młodości pracował jako traktorzysta w leśnictwie starosielskim w rejonie czaśnickim obwodu witebskiego. W latach 1977–1979 odbył służbę wojskową. W 1980 rozpoczął pracę w milicji. Początkowo służył w ochronie obiektów partyjnych i rządowych w Mińsku. W kolejnych latach pracował w wydziale kryminalnym, zajmował się m.in. przestępczością nieletnich i narkotykową.
W 1989 objął stanowisko zastępcy naczelnika wydziału kryminalnego w Wydziale Spraw Wewnętrznych rejonu leninskiego w Mińsku. W późniejszych latach kierował Rejonowymi Wydziałami Spraw Wewnętrznych w rejonach zawodzkim i frunzenskim Mińska. W 2001 został szefem Wydziału Spraw Wewnętrznych w obwodzie homelskim, a dwa lata później objął kierownictwo milicji w Mińsku.
29 sierpnia 2008 otrzymał nominację na stanowisko wiceministra spraw wewnętrznych i naczelnika milicji bezpieczeństwa publicznego. W grudniu tego samego roku został pierwszym zastępcą ministra spraw wewnętrznych i szefem milicji kryminalnej. Od 6 kwietnia 2009 pełnił obowiązki ministra po dymisji Uładzimira Nawumawa. 2 lipca 2009 został nominowany na stanowisko ministra spraw wewnętrznych. 11 maja 2012 roku został zwolniony z zajmowanego stanowiska.
2 lutego 2011 roku znalazł się na liście pracowników organów administracji Białorusi, którzy za udział w domniemanych fałszerstwach i łamaniu praw człowieka w czasie wyborów prezydenckich w 2010 otrzymali zakaz wjazdu na terytorium Unii Europejskiej.
W 2003 otrzymał stopień generała-majora, a w 2011 generała-porucznika milicji.